# Improvvisazione teatrale
L'improvvisazione teatrale è una forma di teatro dove gli attori non seguono un copione definito, ma inventano il testo improvvisando estemporaneamente. Questa tecnica mescola la perizia tecnica degli attori con spunti presi dall'immaginazione degli stessi, dal pubblico e dall'ambiente circostante mediante interazione diretta (es. conversazione) o indiretta (es. biglietti compilati dal pubblico prima dello spettacolo). A seconda della tipologia di spettacolo e della modalità improvvisativa degli attori, gli spunti esterni potrebbero essere ridotti o nulli o, al contrario, essere continuamente incorporati nel corso dell'esecuzione (es. il grido di una persona dal pubblico, il suono di un cellulare, il malfunzionamento di una luce del palco, ecc).

## Descrizione
Nell'arte della recitazione, le improvvisazioni costituiscono le varianti al copione e/o al canovaccio non contenute nel testo sottoposto alla revisione di "superiori" come Carlo Borromeo, il grande controriformatore. È nella reazione alla richiesta di controllo preventivo dei testi da mettere in scena, avanzata da costui, che si può situare il vortice originario della commedia dell'arte con la quale i comici italiani assunsero il primato in Europa.
Fin da Aristofane abbiamo tracce di questa tecnica, al tempo legata principalmente alla commedia ed al teatro popolare. Portata agli estremi da Plauto e dall'istrione, la tecnica dell'improvvisa diventò fondamento della commedia dell'arte (arte per "mestiere", "professione"), con le recite "a soggetto", tanto da diventare, con l'uso del canovaccio, la caratteristica fondamentale della tecnica recitativa professionale. Tale tecnica era fondata su potenti mnemotecniche di origine medievale. È noto che una compagnia di attori italiani si esercitava di continuo a ritenere a memoria i testi che poi fingeva di improvvisare. È l'esatto opposto dello spontaneismo, che è solo l'effetto che i comici dell'arte ottenevano sul proprio pubblico, incastonando frammenti di contemporaneità in schemi drammatici tratti dalla tradizione classica e perfettamente conosciuti e provati infinite volte, tanto da sembrare spontanei e naturali.
Caratteristiche fondamentali dell'improvvisazione teatrale dei gruppi d'avanguardia novecenteschi sono il lavoro di gruppo, la comunicatività, la creatività e la capacità di correre dei rischi, poiché gli attori non hanno neppure la conoscenza di cosa faranno i loro compagni in scena. Importante è anche la rapidità nel prendere decisioni e l'adattamento alle situazioni impreviste che si possono verificare durante gli spettacoli. Tutte queste cose sono sostenute da una lunga e per niente "spontanea" vasta conoscenza dei testi. 
Fu poi ripresa dall'avanspettacolo e dal teatro di rivista, dove ebbe grandissimi interpreti quali Ettore Petrolini, Totò, Macario, Nino Taranto e Carlo Dapporto. È poi diventata un tratto tipico del teatro più vicino alla tradizione popolare, nonché di quello dialettale, come nelle opere di Eduardo e Peppino De Filippo.
Dagli anni sessanta nasce negli Stati Uniti d'America una nuova concezione di teatro che vede l'improvvisazione non più o non solo come un mezzo per arricchire altre forme di spettacolo ma come mezzo per creare una drammaturgia estemporanea.
Registi e commediografi come Del Close o Keith Johnstone concentrano il proprio lavoro su gruppi di attori che diano vita a spettacoli di improvvisazione teatrale. Sono anni di sperimentazione e scrittura, soprattutto a Chicago e in Canada, dove grandissimi artisti della commedia si cimentano in intere suite improvvisate. Nascono spettacoli destinati a rimanere nel tempo e ad essere reinterpretati nel corso degli anni; il più noto è Harold.
In Italia si parla di improvvisazione teatrale solo molti anni dopo, con l'arrivo dello spettacolo destinato ad avere la maggiore fortuna commerciale: il match d'improvvisazione teatrale, dove due squadre si affrontano alla migliore improvvisazione nella cornice di un campo da hockey (il match nasce in Canada dove lo sport nazionale è l'hockey).
Nell'ambito del teatro di improvvisazione, è comunemente accettata una distinzione in short form e long form, termini che indicano semplicemente la durata delle improvvisazioni stesse.
Uno spettacolo di short form è fondamentalmente un contenitore all'interno del quale vengono create una serie di scene eterogenee per quanto riguarda temi e stili di recitazione e di durata variabile da uno a quindici minuti circa.
Si ricordano in particolare il già citato match di improvvisazione teatrale, il theatersports e l'imprò: i tre spettacoli più noti nell'ambito di questa disciplina. Il primo più diffuso nei paesi francofoni, il secondo nel mondo anglosassone e il terzo è un'esclusiva italiana. 
Nella long form lo spettacolo è composto da una singola improvvisazione. La messa in scena rappresenta una o più scene/situazioni, queste ultime di solito legate fra loro da un tema comune.